# أشلي والاس
أشلي والاس هي نبالة كندية، ولدت في 10 سبتمبر 1987.

## روابط خارجية
- أشلي والاس على موقع اتحاد ألعاب الكومنولث (مؤرشف) (الإنجليزية)